# Światowe Dni Młodzieży 2005
20. Światowe Dni Młodzieży – ogólnoświatowy zjazd młodzieży katolickiej, który odbył się w dniach 16–21 sierpnia 2005 r. w Kolonii w Niemczech. Informację o organizacji tego wydarzenia podał papież Jan Paweł II podczas mszy kończącej 17. Światowe Dni Młodzieży w Toronto. Mottem Dni Młodzieży był biblijny cytat "Przybyliśmy oddać Mu pokłon" (Mt 2,2).
ŚDM 2005 było celem pierwszej podróży apostolskiej papieża Benedykta XVI do Niemiec.

## Przebieg uroczystości

### 18 sierpnia
- 12:00 – Papież Benedykt XVI przybył na port lotniczy Kolonia/Bonn
- 16:45–18:00 – Rejs na Renie
- 18:15 – Papież odwiedził katedrę w Kolonii

### 19 sierpnia
- 10:30 – spotkanie papieża z ówczesnym prezydentem Niemiec Horstem Köhlerem w Villa Hammerschmidt w Bonn
- 12:00 – papież odwiedził synagogę w Kolonii (synagoga została zniszczona przez nazistów w 1938 roku, odbudowana zaś w latach 50. XX wieku)
- 15:00 – Benedykt XVI spotkał się w St. Pantaleon z kapłanami i klerykami z 80 krajów

### 20 sierpnia
- 10.00 – spotkanie papieża z ówczesnym kanclerzem Niemiec Gerhardem Schröderem, ówczesnym przewodniczącym Bundestagu Wolfgangiem Thiersem, przewodniczącą Unii Chrześcijańsko-Demokratycznej Angelą Merkel oraz prezydentem landu Nadrenia Północna-Westfalia Jürgenem Rüttgersem

### 21 sierpnia
- W obecności około miliona wiernych, papież Benedykt XVI odprawił mszę na polach Marienfeld; uczestnicy stojący najdalej mieli możliwość oglądania całej liturgii na jednym z 15 rozstawionych na polach telebimów.